# Badrapura, Dod Ballapur
Badrapura là một làng thuộc tehsil Dod Ballapur, huyện Bangalore Rural, bang Karnataka, Ấn Độ.